# 圣安娜-迪皮拉帕马
圣安娜-迪皮拉帕马是巴西米纳斯吉拉斯州的一个市镇。总面积1220.985平方公里，总人口8549人，人口密度7人/平方公里。